# Ёгольское сельское поселение
Ёгольское сельское поселение — муниципальное образование в Боровичском муниципальном районе Новгородской области.
Административный центр — деревня Ёгла. По территории протекает река Мста.

## История
Статус сельского поселения и границы установлены областным законом от 22 декабря 2004 года № 373 -ОЗ «Об установлении границ муниципальных образований, входящих в состав территории Боровичского муниципального района, наделении их статусом городского и сельских поселений и определении административных центров» и законом Новгородской области от 11 ноября 2005 года № 559-ОЗ.

## Население
| 2010  | 2012  | 2013  | 2014  | 2015  | 2016  | 2017  |
| ----- | ----- | ----- | ----- | ----- | ----- | ----- |
| 1251  | ↘1214 | ↗1215 | ↘1201 | ↗1215 | ↘1213 | ↗1220 |
| 2021  |       |       |       |       |       |       |
| ↗1457 |       |       |       |       |       |       |

## Состав сельского поселения
| №  | Населённый пункт | Тип                             | Население |
| -- | ---------------- | ------------------------------- | --------- |
| 1  | Базарова Горка   | деревня                         | 2         |
| 2  | Верховское       | деревня                         | 6         |
| 3  | Дубки            | деревня                         | 3         |
| 4  | Ёгла             | деревня, административный центр | 840       |
| 5  | Межуричье        | деревня                         | 2         |
| 6  | Михалево         | деревня                         | 2         |
| 7  | Овинчуха         | деревня                         | 0         |
| 8  | Поддубье         | деревня                         | 0         |
| 9  | Путлино          | деревня                         | 76        |
| 10 | Ровное           | деревня                         | 191       |
| 11 | Солоно           | деревня                         | 5         |
| 12 | Староселье       | деревня                         | 11        |
| 13 | Шиботово         | деревня                         | 113       |

## Экономика, инфраструктура и социальная сфера
На территории поселения осуществляют свою деятельность: крестьянские хозяйства Юрко Т.В., Нечаема М.Ю., Иванова Э.А., Иванова П.Э., Дитяткина А.Ю., ИП Шангина Е.Е., ИП. Бронин И.А., ООО «Посадский хлеб», ООО «Империя», 3 магазина, 1 торговый киоск, 3 мини-маркета, почтовое отделение ОПС «Ёгла».
Объекты здравоохранения:  Центр врача общей семейной практики.
Образовательной деятельностью занимаются учреждения: МАОУ «Средняя общеобразовательная школа д. Ёгла», филиал Агропромышленного техникума, МАООУ СОШ № 11 (дошкольный корпус № 2 д. Ёгла)
На территории поселения есть следующие учреждения культуры: МУК МСКО Ёгольский сельский дом культуры,  МУК МЦБС библиотека деревни Ёгла, Боровичская детская общественная организация скаутов «Родник», верёвочный парк.